# Puig del Far
El Puig del Far és una muntanya de 832 metres que es troba al municipi de Tavèrnoles, a la comarca d'Osona.
Aquest cim està inclòs al llistat dels 100 cims de la FEEC